# NGC 778
NGC 778 este o galaxie lenticulară situată în constelația Triunghiul. A fost descoperită în 5 noiembrie 1866 de către Édouard Stephan⁠(d). Se află la o distanță de 79 de megaparseci de Pământ.